# Sentit comú (Thomas Paine)
Common Sense; Addressed to the Inhabitants of America, on the Following Interesting Subjects (en català: Sentit comú; adreçat als habitants d'Amèrica sobre els següents temes d'interès), normalment anomenat Common Sense, és un pamflet escrit per Thomas Paine. Fou publicat en primer lloc de manera anònima el 10 de juny de 1776, en el context de la Revolució Americana. Aquesta obra, signada “escrita per un anglès”, esdevingué un èxit instantani. Tenint en compte la població de les colònies d'aquella època, tingué la quantitat de vendes i circulació més grans de la història nord-americana. El pamflet presenta arguments als colonistes per independitzar-se de l'Imperi britànic en un moment durant el qual la qüestió de l'alliberament polític no s'havia presentat completament. Paine decidí un estil de llenguatge i raonament que tothom pogués entendre, evitant el tipus de referències filòsofiques i llatines que eren moneda corrent entre els escriptors de la Il·lustració. En lloc d'aquests elements cultes, va estructurar Sentit comú en forma de sermó, utilitzant referències de la Bíblia per tal que el poble l'entengués. Paine connecta la idea d'independència amb les creences protestants sobre la rebel·lia i la insubmissió (comunes a moviments històrics com els anabaptistes i els puritans), per tal de presentar una identitat americana recognoscible. L'historiador Gordon S. Wood descriu aquesta obra com “el pamflet més incendiari i popular de la totalitat de l'era revolucionària”.

## Edicions en català
Thomas Paine, Sentit Comú, Riurau Editors, 2009, Barcelona. Col·lecció Pamflets.